# Subiectivism
Subiectivismul este o concepție filosofică care ia ca factor primordial pentru tot adevărul și pentru toată moralitatea individualitatea psihică și materială a respectivului subiect, întotdeauna variabilă și imposibil de transcens către un adevăr absolut și universal.
Subiectivismul, în filozofie înseamnă negare sau tendință de negare a realității obiective, tendință de a reduce realitatea la subiect; idealism subiectiv. (În științele sociale) Negare a legilor obiective ale vieții sociale și postularea rolului hotărâtor al personalităților, al ideilor, al voinței acestora. De asemenea, subiectivismul poate însemna o atitudine personală, părtinitoare față de cineva sau ceva.
Subiectivismul este teoria că percepția (sau conștiența) este realitate și că nu există o bază pentru a considera că realitatea autentică ar exista independent de percepție. Subiectivismul are bazele filozofice în scrierile lui René Descartes („Cogito ergo sum”), iar empirismul și idealismul lui George Berkeley sunt forme extreme ale acestuia. Subiectivismul este foarte similar cu doctrina solipsismului și este raportat în unele modalități la realismul metafizic.
Subiectivismul limitează validitatea adevărului la subiectul pe care-l are știut, judecând în principal în funcție de înțelegerea sa și în considerarea realității sale specifice (ambit plus interacțiune socială) înțeleasă nu ca un fapt „extern”, ci ca o parte constitutivă a subiectului, care adică, afirmă că cunoașterea este posibilă doar într-un mod limitat.
Nu trebuie confundat subiectivismul cu relativismul. Relativismul, care este foarte asemănător scepticismului filosofic, nu admite niciun adevăr absolut care să aibă valabilitate universală, dar în timp ce subiectivismul face ca cunoașterea umană să depindă de factori care se află chiar în subiectul cunoscător, relativismul subliniază dependența aproape exclusivă de factorii externi. Ca atare, ia în considerare influența ambitului, a spiritului, a timpului, a apartenenței la un anumit cerc cultural sau clasă socială și factorii determinanți cuprinși în acestea.
O variantă a subiectivismului este subiectivismul moral sau etic, care afirmă că ceea ce este bun sau rău în morală depinde de atitudini morale individuale. Prin urmare, atunci când cineva simte de manieră sinceră că „P” este bun, atunci „P” este bun, și prin urmare, potrivit subiectiviștilor, el nu poate fi moralmente echivocat.